# Civilization IV: Colonization
Civilization IV: Colonization, eller Sid Meier's Civilization IV: Colonization, är ett turordningsbaserat strategispel, utvecklat av Firaxis Games och gavs ut av 2K Games den 22 september 2008. Det är en remake av Colonization från början av 1994. Spelet använder en uppdaterad version av Civilization IV:s spelmotor, även om grundspelet inte krävs för installation.

## Handling
Spelidéerna för båda spelen är likadana. Man börjar spelet som kolonister i den nya världen från antingen Spanien, England, Frankrike eller Nederländerna. Spelet sträcker sig från slutet av 1400-talet och fram till slutet av 1700-talet, och spelaren ska under denna period försöka bygga upp sin koloni och en armé, och sedan kämpa för frigörelse från sitt moderland.